# Episodi di E.R. - Medici in prima linea (decima stagione)
La decima stagione della serie televisiva E.R. - Medici in prima linea è andata in onda negli Stati Uniti sulla NBC dal 25 settembre 2003 al 13 maggio 2004.
In Italia la stagione è andata in onda su Rai 2 dal 20 settembre al 29 novembre 2004. In Italia esistono per gli episodi due titoli: quello standard, relativo al singolo episodio, e quello, indicato in tabella nella colonna apposita, relativo all'episodio, di durata doppia, ottenuto accorpando insieme due episodi singoli.
Parminder Nagra compare a partire dal primo episodio nel ruolo di Neela Rasgotra, entrerà nel cast regolare dal terzo episodio.
Scott Grimes compare a partire dal terzo episodio come personaggio ricorrente nel ruolo di Archie Morris. Verrà promosso a personaggio regolare nella dodicesima stagione.
Linda Cardellini entra nel cast regolare nel quinto episodio nel ruolo di Samantha Taggart.
Paul McCrane, dopo aver ricoperto il ruolo di Robert Romano, esce di scena nell'ottavo episodio.
Sharif Atkins, dopo aver ricoperto il ruolo di Michael Gallant, esce di scena nel diciottesimo episodio.
| nº | Titolo originale    | Titolo italiano              | Titolo accorpato           | Prima TV USA      | Prima TV Italia   |
| -- | ------------------- | ---------------------------- | -------------------------- | ----------------- | ----------------- |
| 1  | Now What?           | Il ritorno                   | Mal D'Africa               | 25 settembre 2003 | 20 settembre 2004 |
| 2  | The Lost            | Perduto                      | Mal D'Africa               | 2 ottobre 2003    | 20 settembre 2004 |
| 3  | Dear Abby           | Cara Abby                    | Una brutta giornata        | 9 ottobre 2003    | 27 settembre 2004 |
| 4  | Shifts Happen       | Imprevisti                   | Una brutta giornata        | 23 ottobre 2003   | 27 settembre 2004 |
| 5  | Out of Africa       | Un giorno di ordinario caos  | Novità al County           | 30 ottobre 2003   | 4 ottobre 2004    |
| 6  | The Greater Good    | Il bene più grande           | Novità al County           | 6 novembre 2003   | 4 ottobre 2004    |
| 7  | Death and Taxes     | Morte e tasse                | Storie di ordinaria follia | 13 novembre 2003  | 11 ottobre 2004   |
| 8  | Freefall            | Una giornata difficile       | Storie di ordinaria follia | 20 novembre 2003  | 11 ottobre 2004   |
| 9  | Missing             | Scomparso                    | Addio a Romano             | 4 dicembre 2003   | 18 ottobre 2004   |
| 10 | Makemba             | Makemba                      | Addio a Romano             | 11 dicembre 2003  | 18 ottobre 2004   |
| 11 | Touch and Go        | Tensioni                     | Un nuovo amore             | 8 gennaio 2004    | 25 ottobre 2004   |
| 12 | Nicu                | Le soglie della vita         | Un nuovo amore             | 15 gennaio 2004   | 25 ottobre 2004   |
| 13 | Get Carter          | Chiama Carter                | Kem                        | 5 febbraio 2004   | 1º novembre 2004  |
| 14 | Impulse Control     | Quanti dollari vale un bacio | Kem                        | 12 febbraio 2004  | 1º novembre 2004  |
| 15 | Blood Relations     | Bambini                      | Legami di sangue           | 19 febbraio 2004  | 8 novembre 2004   |
| 16 | Forgive and Forget  | Perdonare e dimenticare      | Legami di sangue           | 26 febbraio 2004  | 8 novembre 2004   |
| 17 | The Student         | La studentessa               | Sotto pressione            | 1º aprile 2004    | 15 novembre 2004  |
| 18 | Where There's Smoke | Sandy                        | Sotto pressione            | 8 aprile 2004     | 15 novembre 2004  |
| 19 | Just a Touch        | Orgoglio e pregiudizio       | L'occhio del ciclone       | 22 aprile 2004    | 22 novembre 2004  |
| 20 | Abby Normal         | La porta dell'anima          | L'occhio del ciclone       | 29 aprile 2004    | 22 novembre 2004  |
| 21 | Midnight            | Mezzanotte                   | Vittorie e sconfitte       | 6 maggio 2004     | 29 novembre 2004  |
| 22 | Drive               | Guida pericolosa             | Vittorie e sconfitte       | 13 maggio 2004    | 29 novembre 2004  |

## Il ritorno
- Titolo accorpato: Mal D'Africa
- Titolo originale: Now What?
- Diretto da: Jonathan Kaplan
- Scritto da: John Wells

### Trama
Carter torna dall'Africa e viene accolto freddamente da Abby, che gli chiede di restituirle le chiavi dell'appartamento.
Neela Rasgotra, una nuova studentessa, prende servizio al Pronto Soccorso e subito riceve le attenzioni di Pratt, attirandosi così le ire di Chen. Una donna sviene al volante della propria auto: nell'incidente resta gravemente ferita insieme ai suoi 3 figli. Neela si comporta bene nel prestarle le cure. Carter cura un uomo con AIDS conclamato.
Il Pronto Soccorso è nel caos a causa di importanti lavori di ristrutturazione; la Weaver continua ad urlare contro gli operai impegnati nei lavori. All'accettazione del Pronto Soccorso arriva una telefonata shock che annuncia che Luka Kovač è morto. Carter decide di ritornare in Congo per recuperare il corpo del collega.

## Perduto
- Titolo accorpato: Mal D'Africa
- Titolo originale: The Lost
- Diretto da: Christopher Chulack
- Scritto da: John Wells e David Zabel

### Trama
Carter fa ritorno in Congo per recuperare il corpo di Luka. La zona in cui dovrebbe trovarsi il corpo è però troppo pericolosa per entrarvi. John, quindi, con l'aiuto di Gillian convince Debbie, un'addetta della Croce Rossa che deve recarsi proprio in quella zona, a permettergli di accompagnarla.
Tramite flashback veniamo a sapere che dopo la partenza di John per Chicago, Luka ha contratto la malaria ed è stato fatto prigioniero dai Mai Mai. I soldati hanno risparmiato la vita del medico solo perché lo hanno creduto un prete, dopo che una sua paziente gli aveva donato una croce, e i Mai Mai lo avevano visto pregare poco prima della sua esecuzione.
Alla fine Carter, Debbie e Gillian trovano Luka in fin di vita e lo mettono su di un volo diretto a Chicago. Carter dà al medico una lettera per Abby con la quale la informa della sua decisione di fermarsi per un po' di tempo in Africa.

## Cara Abby
- Titolo accorpato: Una brutta giornata
- Titolo originale: Dear Abby
- Diretto da: Christopher Chulack
- Scritto da: R. Scott Gemmill

### Trama
Luka Kovač arriva al County General e viene ricoverato per le cure del caso. Gillian consegna ad Abby la lettera di Carter. Tutti al pronto Soccorso vengono a conoscenza del suo contenuto dopo che Frank la recupera dalla spazzatura e la passa in giro. Una cena fra Pratt e Chen viene disturbata dai genitori della ragazza. L'incontro convince Chen a troncare la sua relazione col medico.
L'assicurazione di Romano non copre la protesi al braccio. Così l'uomo si procura un bell'uncino, il che lo rende ancora più intrattabile del solito. Alcuni degli infermieri più esperti si trovano l'orario di lavoro ridotto a causa di tagli sui costi ed organizzano di conseguenza uno sciopero selvaggio: Romano pensa di licenziarli tutti. Susan Lewis cura un'adolescente con un grave problema cardiaco.
Al County si presentano nuovi medici: uno di questi è Nick Cooper, uno studente al secondo anno. Coop viene quasi ucciso da Neela quando, durante un attacco di asma, riceve una dose troppo massiccia di epinefrina.

## Imprevisti
- Titolo accorpato: Una brutta giornata
- Titolo originale: Shifts Happen
- Diretto da: Julie Hébert
- Scritto da: Dee Johnson

### Trama
Pratt e la Weaver si ritrovano sul lato sbagliato di due decisioni discutibili durante un turno di notte infernale che vede anche Morris fare del suo meglio per evitare di essere coinvolto in qualcosa di serio. Abby, alla ricerca di fondi per tornare alla scuola di medicina, ha un incontro gelido con il suo ex marito. Neela si occupa di una bambina che arriva con la sua amata nonna, il cui stato è DNR. Elizabeth si scalda con il dottor Dorset.

## Un giorno di ordinario caos
- Titolo accorpato: Novità al County
- Titolo originale: Out of Africa
- Diretto da: Jonathan Kaplan
- Scritto da: David Zabel

### Trama
Il primo giorno di Luka al pronto soccorso è frenetico. Susan teme per un architetto sconvolto, Ben Hollander (Bob Newhart), la cui vista degenerante lo rende disperato. Una nuova infermiera vivace, Samantha "Sam" Taggart, sostituisce Abby - che torna alla scuola di medicina ma continua anche a lavorare come infermiera per permettersi le tasse universitarie. Morris è sopraffatto dal caos e dalle condizioni agghiaccianti della vita al pronto soccorso, in particolare da un caso che coinvolge un bambino ferito e la sua disperata madre alcolica. Romano sfoggia il suo nuovo braccio protesico, ed Elizabeth scopre che il suo nuovo amante, il dottor Dorset, è sposato.

## La studentessa
- Titolo accorpato: Sotto pressione
- Titolo originale: The Student
- Diretto da: Paul McCrane
- Scritto da: David Zabel

### Trama
Dopo che i dirigenti senior del pronto soccorso riflettono sulle prospettive degli studenti di medicina (a loro piace Abby, Lester è uno scherzo e ritengono che Neela sia talentuosa ma non adatta al lavoro d'urgenza), Carter esorta Neela a essere più proattiva al pronto soccorso, poi esagera nel curare un paziente con lesioni cerebrali e un simpatico Gallant sbaglia ulteriormente falsificando un referto medico. Kovač cura il giovane figlio disorientato di un uomo che teme che i test rivelino che non è il padre del ragazzo. Chen si affanna per trovare un'assistente adatta per il padre malato. Corday è a disagio all'idea di uscire con due uomini, mentre un pervertito infastidisce Lewis incinta e in qualche modo finisce per ottenere tutto ciò che voleva.
- L'episodio è stato diretto da Paul McCrane, che interpreta il Dott. Robert 'Missile' Romano

## Sandy
- Titolo accorpato: Sotto pressione
- Titolo originale: Where There's Smoke
- Diretto da: Richard Thorpe
- Scritto da: R. Scott Gemmill

### Trama
L'episodio si concentra principalmente sul crollo di un magazzino vuoto nel quale è coinvolta anche Sandy, la compagna della Weaver. Sandy morirà in sala operatoria sotto gli occhi di Kerry. Alla fine dell'episodio si vede Kerry andare a casa dei parenti di Sandy per riprendersi suo figlio, ma le viene negata la visita e buttata fuori nonostante le resistenze della donna.
Micheal Gallant viene richiamato dall'esercito: deve partire per l'Iraq.

## Orgoglio e Pregiudizio
- Titolo accorpato: L'occhio del ciclone
- Titolo originale: Just a Touch
- Diretto da: Richard Thorpe
- Scritto da: R. Scott Gemmill

### Trama
Sam si trova alle prese col suo ex, nonché padre di Alex, ripiombato nella sua vita all'improvviso; questa notizia le causerà alcune incomprensioni con Luka.
Pratt si trova ad eseguire un esame del seno ad una cliente che resta sconvolta da tale visita e lo accusa di molestie, allertando la Weaver che attaccherà il medico. Lo stesso Pratt, si ritrova ad assistere due vittime di un incidente. La donna, Reena Carlson, chiede di lui, avendolo conosciuto settimane prima nella metro, ma il medico non la ricorda.
Abby prosegue il suo tirocinio in psicologia destando anche in questo reparto l'apprezzamento di tutti i suoi colleghi e dei superiori; il tirocinio però, visti i trascorsi clinici della sua famiglia, la mette sempre un po' a disagio. Nel contempo Neela, autoconvintasi di non essere adatta al pronto soccorso comincia il tirocinio nel laboratorio di ricerca per seguire degli studi sull'ictus.
Intanto si presenta una giovane donna, Jordan Dann, in preda a crisi convulsive che, in seguito a varie analisi eseguite da Pratt e Kovač, risulteranno essere effetti di traumi inconsci.

## La porta dell'anima
- Titolo accorpato: L'occhio del ciclone
- Titolo originale: Abby Normal
- Diretto da: Jonathan Kaplan
- Scritto da: David Zabel

### Trama
Al Pronto Soccorso ritorna Jordan, la giovane affetta da pseudo-crisi convulsive, portata dal marito esasperato per il susseguirsi incessanti di tali crisi. Abby si affeziona particolarmente al caso e riesce, dopo vari tentativi, a convincere la paziente a ricoverarsi in psichiatria per indagare le ragioni di tali reazioni emotive. Dopo alcuni approcci durante i quali, ancora una volta, sarà suo malgrado costretta ad analizzare anche la sua situazione, riesce a individuare il trauma di cui all'origine, ma la paziente, da vigile, non riesce a collaborare più di tanto. In disaccordo col suo superiore, Abby convince Jordan a sottoporsi a una seduta, tramite una sedazione indotta, per indagare più a fondo.
Kem ritorna a Chicago e Carter ne è entusiasta. Dopo averle mostrato i lavori eseguiti nella loro nuova casa, John mette al corrente il padre della sua decisione di donare il castello della nonna a un ospedale e dirigere i fondi della fondazione verso nuovi obiettivi, a sfondo medico. Il padre disapprova la condotta del figlio, sia nel campo lavorativo, sia in quello dell'amministrazione dell'eredità di sua nonna, sia in quello sentimentale; dopo un diverbio, lascia Chicago.
Neela è sempre più dubbiosa sul suo futuro, e comincia a sentirsi contenta degli studi di laboratorio. Pratt la richiama spesso, non perdonandole di sprecare l'opportunità lasciatale da Gallant, che coprendola non le ha compromesso la carriera, e stimolandola a prendere una decisione definitiva.
Continua il gelo tra Sam e Luka, ancora disturbato per il ritorno del padre di Alex, che continua a dormire presso la loro abitazione. Sul finire dell'episodio, Abby, dopo aver superato il problema di Jordan, decide di riaffrontare l'esame di licenza.
- Altri interpreti: Michael Gross